# 国家宗教事务局
国家宗教事务局，简称国家宗教局，现为中共中央统一战线工作部对外加挂的一块国家局牌子（一个机构两块牌子）。
2018年3月21日，中共中央印发《深化党和国家机构改革方案》，中央统战部合併並保留国家宗教事务局的牌子，不再保留单设的国家宗教事务局。

## 历史沿革
1950年8月，中央人民政府政务院决定，在政务院文化教育委员会下设“宗教问题研究小组”。主要研究天主教、新教、佛教等宗教的情况和问题。1951年1月，中央人民政府政务院决定，设政务院文化教育委员会宗教事务处。1954年11月，中华人民共和国国务院成立时，设立国务院宗教事务局，作为国务院直属机构之一。1957年，调整了国务院宗教事务局的业务范围。
1961年5月，中共中央统战部设立中共中央统战部宗教处，与国务院宗教事务局“一个机构两块牌子”，肖贤法任处长兼局长。1975年5月30日，国务院发文，撤销国务院宗教事务局。1979年4月29日，国务院决定，恢复设立国务院宗教事务局。
1988年7月，经国家机构编制委员会批准，国务院宗教事务局扩大机构并增加编制和司级设置。1998年3月24日，国务院决定，国务院宗教事务局更名为国家宗教事务局。2004年，国家宗教事务局增设“业务四司”，主要职能为承办五大宗教以外的其他宗教业务，并管理宗教院校、调研邪教问题。业务四司的增设使国家宗教事务局的业务第一次拓展到五大宗教以外。
2018年机构改革前，根据《国家宗教事务局主要职责内设机构和人员编制规定》，原国家宗教事务局设置副司局级内设机构9个、直属事业单位3个、主管社会团体1个。
2018年3月21日，中共中央印发《深化党和国家机构改革方案》，中央统战部合併並保留国家宗教事务局的牌子。

## 职责
根据《国家宗教事务局主要职责内设机构和人员编制规定》，原国家宗教事务局承担下列职能：
1. 研究宗教理论和国内外宗教现状，负责宗教动态和信息的汇总、分析，提出处理宗教领域问题的政策建议。
2. 起草宗教事务工作的法律法规草案，制定部门规章和政策措施并推动落实，负责宗教法律法规和政策的督促检查、宣传教育工作。
3. 依法履行宗教事务管理职责，依法保护公民宗教信仰自由和正常的宗教活动，维护宗教界合法权益，促进宗教关系和谐。
4. 指导宗教团体依法依章开展活动，支持宗教团体加强自身建设，帮助宗教团体办好宗教院校，推动宗教团体在宗教界开展爱国主义、社会主义、拥护祖国统一和民族团结的自我教育，办理宗教团体需由政府解决或协调的有关事务。
5. 指导地方政府宗教事务部门依法履行管理职能、处理宗教事务的重大事件，防范利用宗教进行的非法、违法活动，抵御境外利用宗教进行的渗透活动。
6. 负责组织宗教工作队伍和有关人员的培训工作。
7. 负责宗教方面的外事归口管理工作，组织、指导有关部门和宗教界对外以及对港澳台的宗教交往活动，参与涉及宗教对外宣传工作。
8. 承办国务院交办的其他事项。

## 机构设置
机构改革后，中央统战部对外保留国家宗教事务局牌子。中央统战部在宗教事务方面设置下列机构：
- 宗教综合局（十一局）
- 宗教业务局（十二局）

## 历任负责人
政务院文化教育委员会宗教问题研究小组组长
1. 邵荃麟（1950年8月－1951年1月）

政务院文化教育委员会宗教事务处处长
1. 何成湘（1951年1月－1954年）

国务院宗教事务局局长
1. 何成湘（1954年－1961年3月）
2. 肖贤法（1961年3月－1972年5月）
  - 肖贤法（1972年5月－1975年，国务院宗教事务局临时领导小组组长）
  - 1975年，国务院宗教事务局被撤销。
3. 肖贤法（1979年4月－1981年8月18日逝世）
4. 乔连升（1982年－1983年）
5. 任务之（1983年－1992年）
6. 张声作（1992年－1995年）
7. 叶小文（1995年5月－1998年3月）

国家宗教事务局局长
1. 叶小文（1998年3月－2009年9月）
2. 王作安（2009年9月－2022年6月）
3. 崔茂虎（2022年6月－2023年3月）
4. 陈瑞峰（2023年3月－）